# オーシャンシティ (メリーランド州)
オーシャンシティ（英: Ocean City、略号はOC、またはOCND）は、アメリカ合衆国メリーランド州東端ウースター郡に位置する町である。大西洋岸中部地域にあり、休暇を過ごす人々が度々訪れる場所として名高い。2010年国勢調査での人口は7,102 人に過ぎないが、夏の週末の人口は32万人から34.5万人になると推計されている。年間では800万人が訪れるとされる。夏の間に限れば、ボルチモア市に次いでメリーランド州で人口第2位の町である。デラウェア州にも跨るソールズベリー大都市圏に属している。

## 歴史

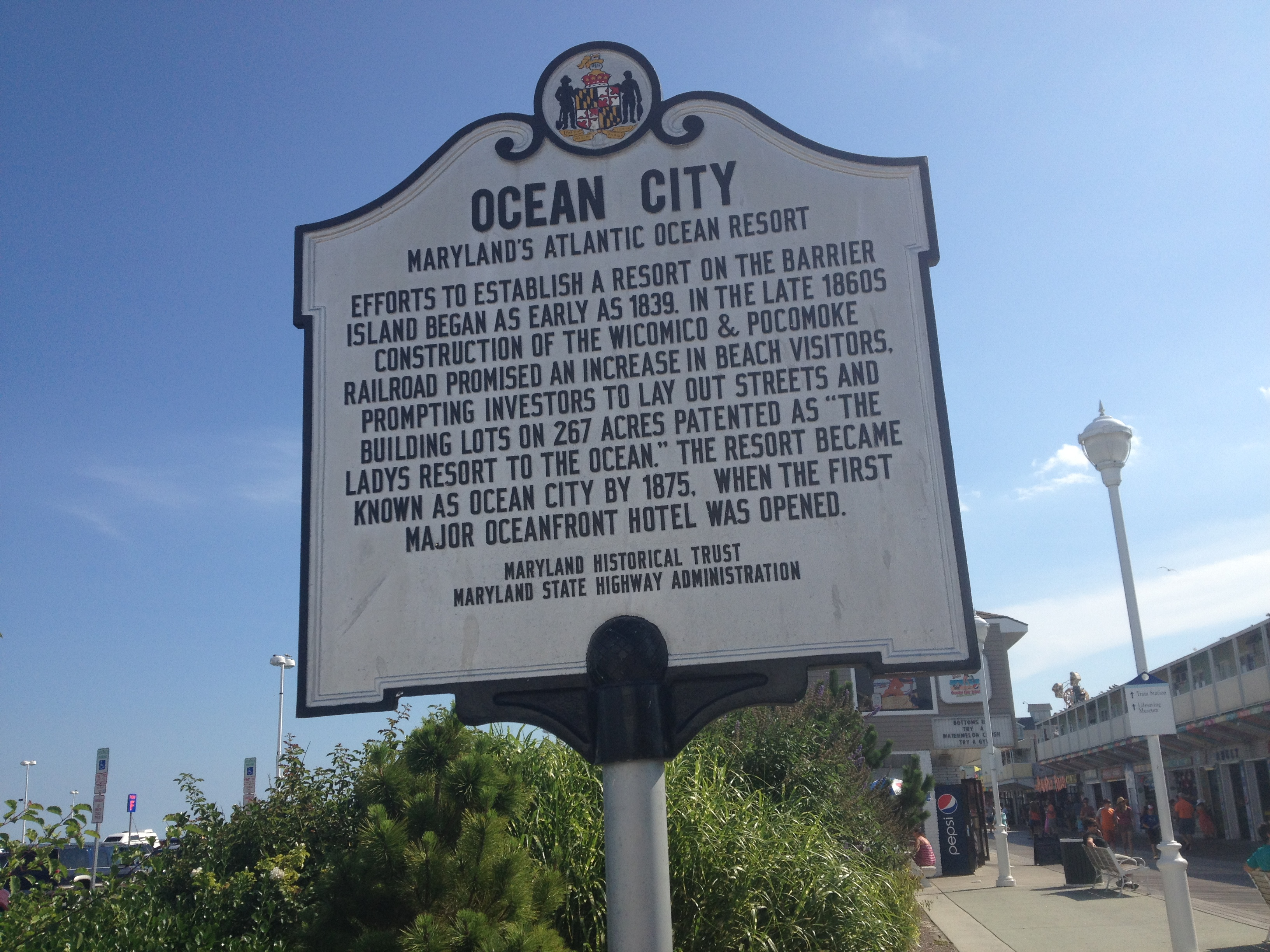
オーシャンシティの歴史標識、2013年8月撮影。町の歴史を簡略に伝えている

オーシャンシティと共に周辺地域の多くが建設された土地は、イングランド人トマス・フェンウィックがインディアンから取得したものだった。1869年、実業家のアイザック・コフィンが最初のビーチに面したコテージを建設し、有料で客を受け入れた。当時の訪問客は駅馬車や渡し船で旅して来た。彼らは海岸沖で釣りをし、砂浜の長い帯に打ち寄せる大西洋の自然美を楽しみ、貝殻を集めあるいは寄せて来る波を座ってただ見つめているだけだった。
それから間もなく、簡素な寄宿舎が砂浜に建てられ、メリーランド州東海岸、ボルチモア市、フィラデルフィア市、デラウェア州ウィルミントンなどから著名な実業家を引き寄せる活動があった。彼らは砂嘴を調査するためにも来ていた。そこを開発する判断がなされ、250の区画に切られ、土地の開発を助けるために会社が設立された。その会社の4,000株が1株25ドルで売られた。
1870年より以前、現在のオーシャンシティとなった場所は「大洋への淑女のリゾート」と呼ばれていた。
町で最初の大きなホテルであるアトランティック・ホテルは1875年7月4日に開業した。このホテルは当初アトランティック・ホテル・カンパニーが所有していたが、1923年にチャールズ・W・パーネルが買収することになった。現在もパーネル家が所有し、経営している。海浜と大洋の他に400室以上ある部屋のビジターにはダンス室やビリヤード室もあり、長年オーシャンシティでは最も北にあるアトラクションとなっている。1878年には、観光客がバーリンから列車で来られるようになり、町を横切ってサインパクセント湾の岸に行けた。1881年にはサインパクセント湾を岸まで横切る線が完成し、ボルチモア・チェサピーク・アンド・アトランティック鉄道の旅客を直接、町のフィラデルフィア・アベニューにある駅に連れてきて、帰りは大西洋で獲れた魚を大市場に運ぶことができた。

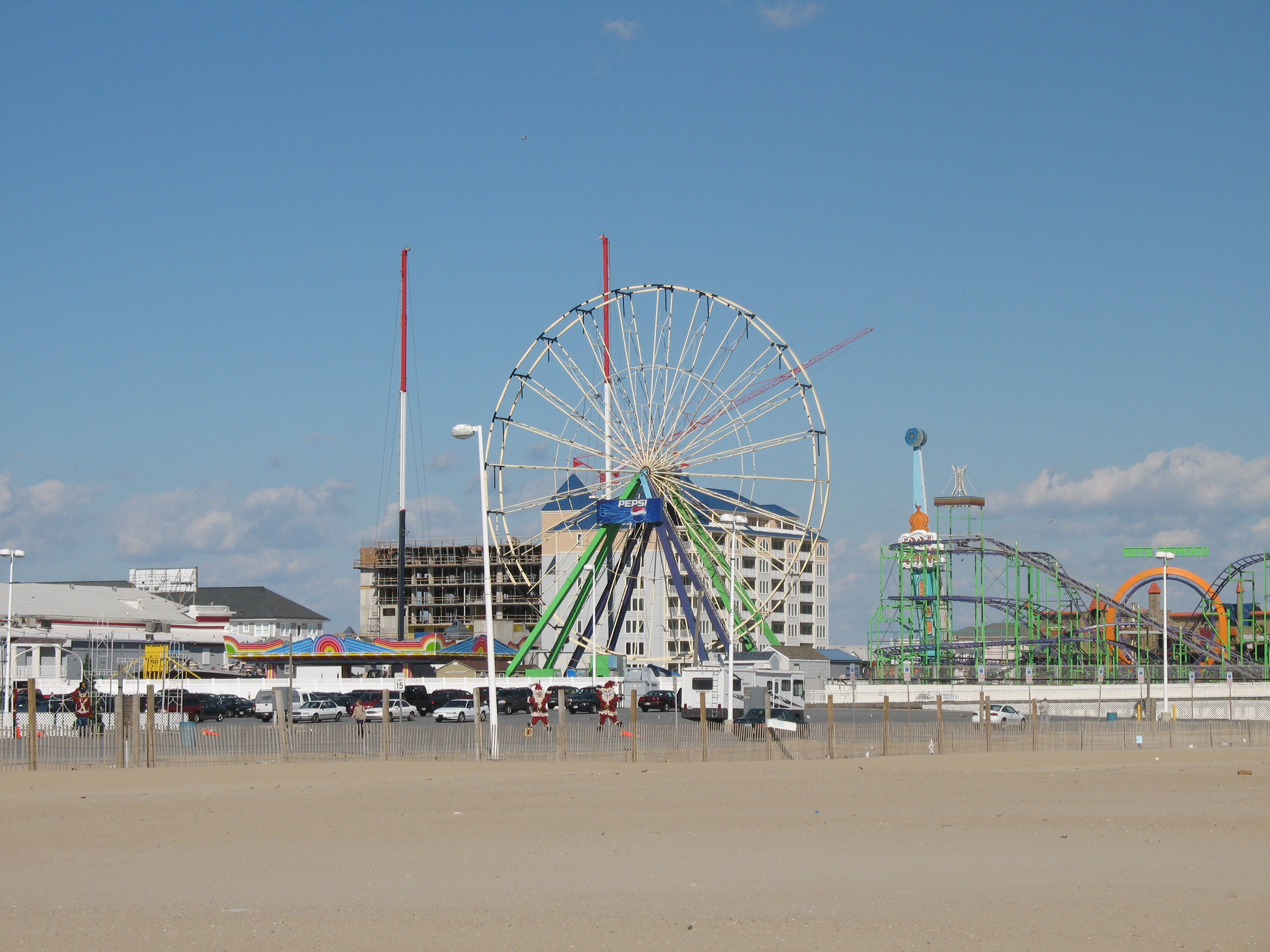
オフシーズンのオーシャンシティ入り江

オーシャンシティ入り江は1933年の大きなハリケーンで形成された。このハリケーンはサインパクセント湾を横切る鉄道も破壊した。この入り江はオーシャンシティとアサティーグ島を分離した。アメリカ陸軍工兵司令部がこの自然の作用を利用して、入り江をオーシャンシティの恒久的な南端にした。この入り江で大西洋の漁場へのアクセスが容易になったので、オーシャンシティは大西洋岸中部の重要な漁港になった。
1930年代後半、アメリカ陸軍工兵司令部がオーシャンシティの湾側に新しい水路を浚渫し、大型船がサインパクセント湾に入れるようにした。この浚渫土はオーシャンシティの西岸に埋められ、シカゴ・アベニューとセントルイス・アベニューを創り出し、以前は湿地でしかなかったところが新しく開発できるようになった。
オーシャンシティは戦後のブームの間に起きた市域の急速な拡大故にメリーランド州でもよく知られる町になった。1952年、チェサピーク湾橋が完成し、ボルチモア・ワシントン大都市圏から容易に来られるようになった。1964年、チェサピーク湾橋トンネルも完成し南への新しい道が開かれた。オーシャンシティは東海岸最大級のリゾート地となった。
1970年代までに、大企業が繁栄し、15,000戸以上の集合住宅を建設し、高層集合住宅の壮大な景観を創り出したので、投資家は一瞥で大洋と打ち寄せる波を見られるようになった。しかし、1980年代を通じて、さらに1990年代に入って、海浜の幅が縮み始め、一連の海浜再生プロジェクトを始めた。
当初あった桟橋は1994年の火事で焼けた。桟橋の外れ近くに小さなウォーターパークや、大型の通り抜けお化け屋敷があり、ボードウォークの側にはニューオーリンズ・スタイルのハリウッド・イン・ワックス・ミュージアムがあった。1980年代後半、この蝋人形館がフォトン・レーザー・タグに転換された。その建物は現在、「リプリーのビリーブ・イット・オア・ノット!」博物館になっている。
2002年、オーシャンシティは数百万ドルを掛けて海浜再生プログラムを実行しており、海浜が西に移動するのを遅らせようとしている。海岸沖から大量の砂をくみ上げ、それを海浜に撒いている。オーシャンシティはのビルが並ぶ前に砂丘線が再構築された。2006年の観光シーズンが終わった後に、新たな類似プロジェクトが始まった。
サンディ・ポイント・サイトとセントポールズ・バイ・ザ・シー・プロテスタント・エピスコパル教会がアメリカ合衆国国家歴史登録財に指定されている。

### 近代史

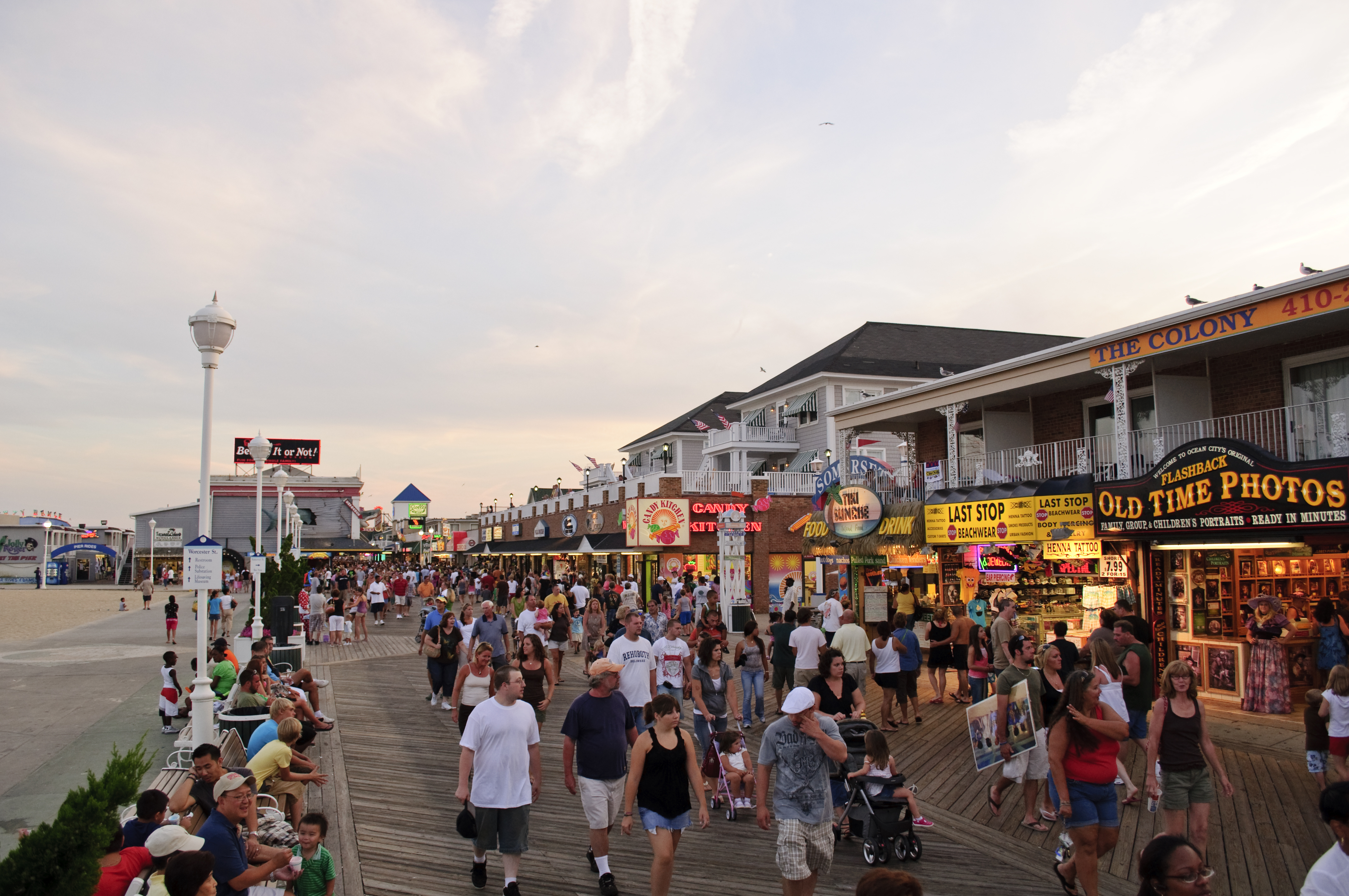
オーシャンシティのボードウォーク、南を望む

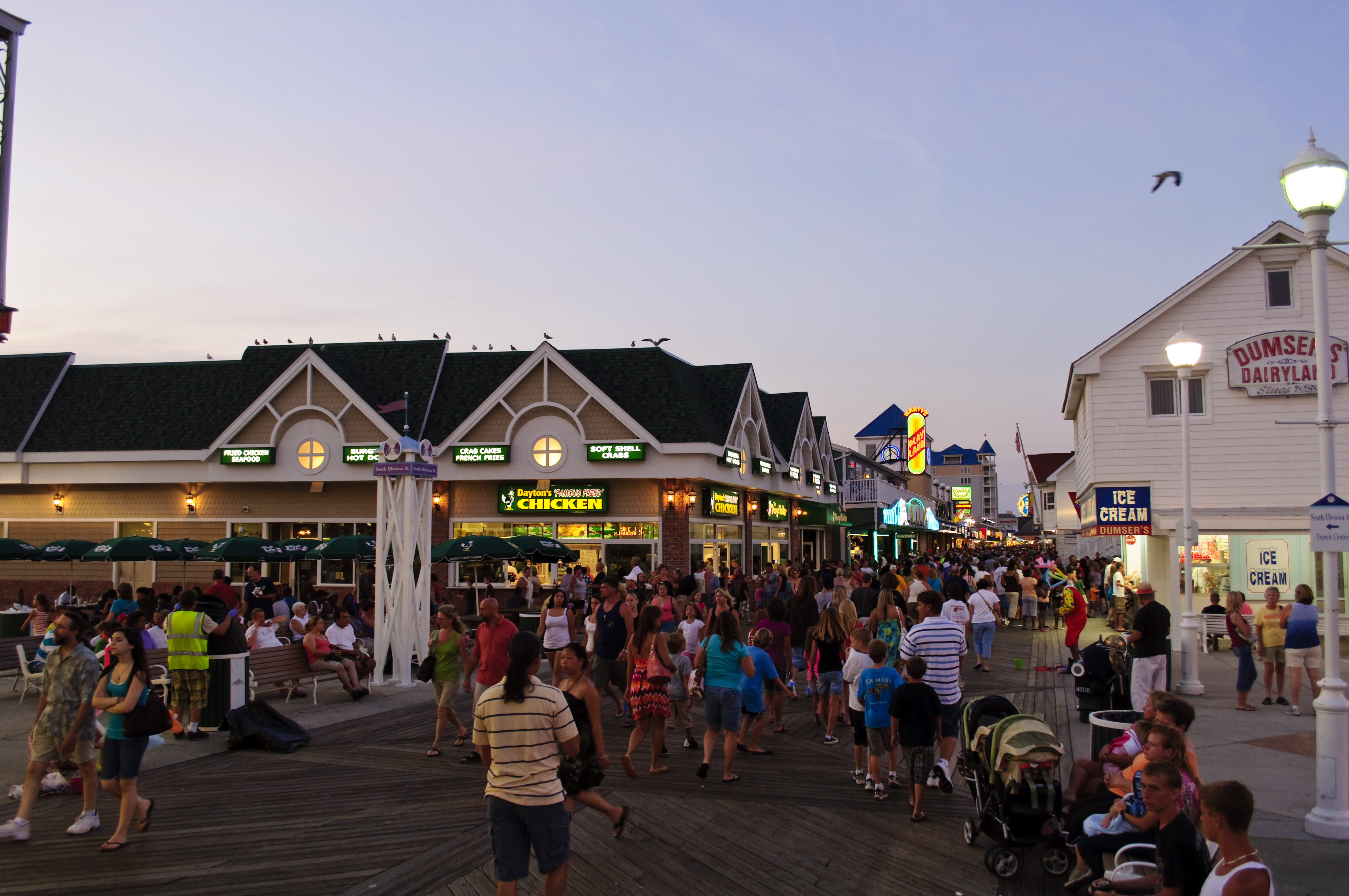
夕暮れ時のボードウォーク、北を望む

今日のオーシャンシティ地域は湾を越えて西のバーリンやオーシャンパインズに広がり続けている。以前はオーシャンパインズ小都市圏に入っていたが、今はソールズベリー大都市圏に吸収された。リゾートの全体で年間約800万人の観光客を受け入れている。
オーシャンシティは現在南の入り江からデラウェア州境に向けて9マイル (14 km) 以上広がっている。その帯状地にホテル、モーテル、アパート、ショッピングセンター、住宅街、集合住宅がある、南端はオーシャンシティ・ボードウォークである。このボードウォークは町の主たるショッピング地区であり、娯楽地帯である。ここにはフィッシャーズ・キャラメル・ポップコーンやスラッシャーズ・フレンチ・フライズなど多くの著名な企業もある。その他、ドールズ・ソルトウォーター・タフィ、アトランティック・スタンド、ダムサーズ・デイリーランドなどもある。トリンパーズ・リッジズとザ・ピアという2つのアミューズメントパークもある。ザ・ピアは近年姉妹アミューズメントパークに合わせてジョリー・ロジャー・アット・ザ・ピアと改名した。中心街であるオールドタウンはヴィクトリア様式など古いスタイルの家屋が並んでいたが、その多くは近年壊されて、駐車場、ホテル、集合住宅などになった。
オーシャンシティは漁業としてもレクリエーションとしても釣りの長い歴史がある。町自身が「世界のニシマカジキの首都」を自称している。夏にはカジキ、マグロ、カマスサワラなど釣り人に好まれる魚を求めて多くの貸し船や個人用船が出港する。8月初旬には世界最大級の釣り大会、ホワイトマーリン（ニシマカジキ）・オープンが開催される。ニシマカジキ、ニシクロカジキ、マグロの大物を釣り上げた時の賞金は100万ドル以上にもなることがある。
町の年間を通じた人口は約8,000人であり、町そのものが大雇用主である。夏の雇用はその数倍にもなり、東欧やアイルランド生まれの多くの学生や青年が雇用機会を求めて来る。夏の間、企業や政府機関は約100人の季節警官、さらに消防士やその他の労働者を補充する。
オフシーズンの観光は過去10年間にわたって活況を呈するようになった。6月から8月の温かいシーズンは海浜のオープンやそのた多くの活動によって多くの観光客を惹きつけている。ショルダーシーズン（旅行の最盛期と閑散期の間の期間）は、春のセントパトリック・デイからメモリアル・デイ週末まで、秋のレイバー・デイ週末から10月末まで、行事で盛り上げられている。11月と12月は地元の行事や天候に応じて多くの施設が明けられている。このショルダーシーズンの行事には、サンフェスト、スプリングフェスト、H2Oi、バイクウィーク、クルージング・ウィークエンド、ウィンターフェスト・オブ・ライツ、リーチ・ザ・ビーチなどが、ボードウォークやオーシャンシティ会議場を会場に行われている。ゴルファーや、これら行事に来る人の交通が増えて、季節のレストランやホテルも長期間明けているようになった。
オーシャンシティはアメリカ同時多発テロ事件で命を失くした消防士に捧げる記念を建立した。この記念碑はボードウォークの上、入り江から約6ブロックの位置にある。消防士の彫像、彫刻のあるレンガと石、ニューヨーク市で崩壊したワールド・トレード・センター・ツインタワーの欠片が置かれている。オーシャンシティでは毎年、メリーランド州消防士大会が開催されている。これは6月の1週間を使って行われ、会議場で行事やコンテストが行われて消防士を表彰し、パレードで終わる。
ノーザンオーシャンシティには多くの高層集合住宅やホテルがある。たとえばセンチュリーI、シーウォッチ、ゴールデン・サンズ・クラブ、カルーセルなどである。この地域はその大都会のようなスカイライン故に認知しやすい

## 地理

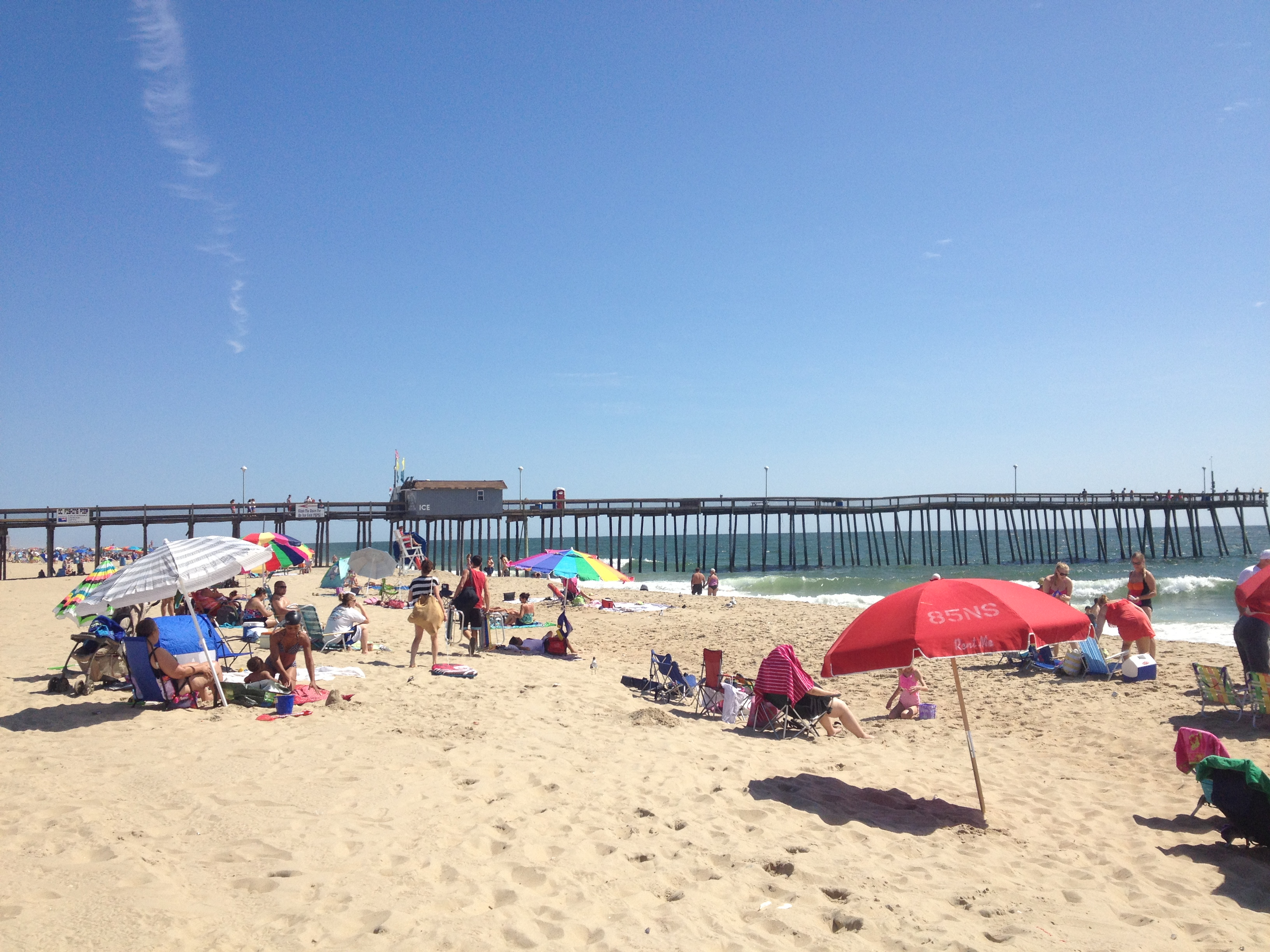
オーシャンシティの桟橋と海浜

オーシャンシティは北緯38度23分29秒 西経75度04分11秒 / 北緯38.391526度 西経75.069712度に位置している。
アメリカ合衆国国勢調査局に拠れば、領域全面積は36.37平方マイル (94.20 km2)であり、このうち陸地4.41平方マイル (11.42 km2)、水域は31.96平方マイル (82.78 km2)で水域率は87.87%である。
オーシャンシティはフェンウィック島と呼ばれる大洋に対してバリアとなる砂嘴の上にあり、島はオーシャンシティ、デラウェア州のサウスベサニー、フェンウィックアイランドに広がっている。オーシャンシティの南端は1933年のチェサピーク・ポトマック・ハリケーンによって形成された入り江である。降雨や潮汐によってオーシャンシティを囲む川や湾の水位を上げ、溢れた水が湾から大洋への幅50フィート (15 m) の亀裂を造った。オーシャンシティの実業化が港のために入り江を造ろうと長く資金を求めていたが、住民がこの機会を捉えて、現在はアサティーグ島と呼ばれる所とを分けたままにできるような突堤を造った。

### 気候
オーシャンシティは温暖湿潤気候区にあり（ケッペンの気候区分ではCfa）、暑く湿気た夏と冷涼な冬が特徴である。降水は年間を通じて平均的にある。大西洋岸にあるので、春から夏の日中の気温は和らげられ、90°F (32 ℃) を超える日は年間に僅か10日ほどである。反対に冬は氷点を上回らない日が平均5.8日である。気温は通常27°F (-3 ℃) から85°F (29 ℃) の間であり、16°F (-9 ℃) 以下、あるいは91°F (33 ℃) 以上になることは大変稀である。しかし、2010年に103°F (39 ℃) を記録して、過去最高気温となった。過去最低気温は1957年に記録された-6°F (-26 ℃) である。南方にノースカロライナ州のアウターバンクスが突出してあることで、熱帯低気圧やハリケーンに直接襲われるのは稀であるが、時として襲ってくることがある。
一年のうち、温かい月は6月から9月であり、最高気温は通常7月26日頃に起きる。寒さは12月初旬に始まり3月の第1週か第2週頃まで続く。最も寒い日は1月24日頃に起きる。

## 人口動態

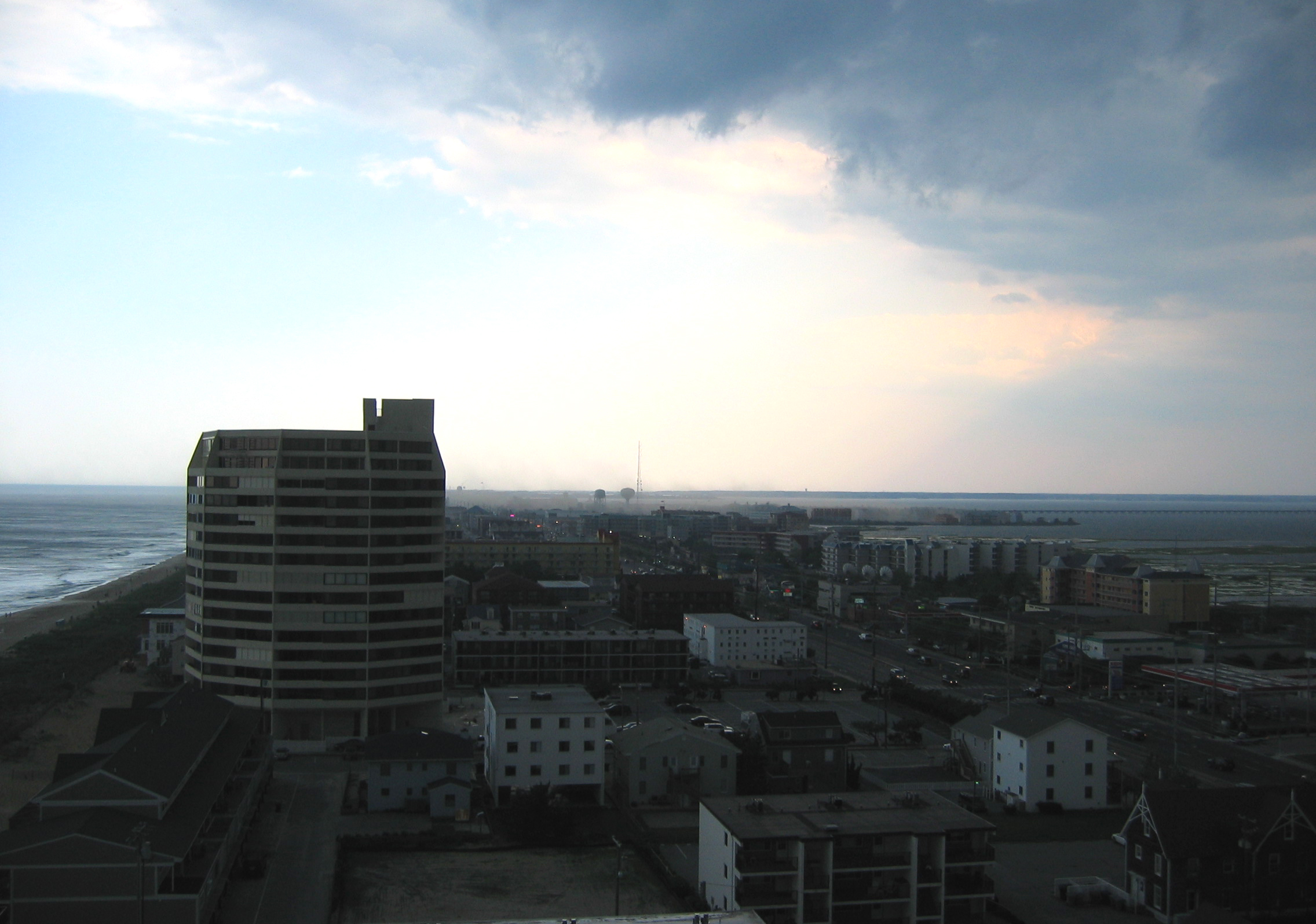
オーシャンシティの高層ビルからは大洋と湾を望める

### 2010年国勢調査
以下は2010年国勢調査による人口統計データである。
| 基礎データ - 人口: 7,102 人 - 世帯数: 3,852 世帯 - 家族数: 1,784 家族 - 人口密度: 621.8人/km2（1,610.4人/mi2） - 住居数: 30,119 軒 - 住居密度: 2,637.0軒/km2（6,829.7軒/mi2） 人種別人口構成 - 白人: 92.2% - アフリカン・アメリカン: 2.7% - ネイティブ・アメリカン: 0.2% - アジア人: 1.3% - その他の人種: 2.2% - 混血: 1.4% - ヒスパニック・ラテン系: 5.9% | 年齢別人口構成 - 18歳未満: 9.1% - 18-24歳: 6.7% - 25-44歳: 20.8% - 45-64歳: 33.8% - 65歳以上: 29.6% - 年齢の中央値: 54歳 - 性比（女性100人あたり男性の人口） - 総人口: 105.7 世帯と家族（対世帯数） - 18歳未満の子供がいる: 11.1% - 結婚・同居している夫婦: 36.8% - 未婚・離婚・死別女性が世帯主: 6.3% - 非家族世帯: 53.7% - 単身世帯: 42.8% - 65歳以上の老人1人暮らし: 17.5% - 平均構成人数 - 世帯: 1.84人 - 家族: 2.41人 |

### 2000年国勢調査
以下は2000年国勢調査による人口統計データである。
| 基礎データ - 人口: 7,173 人 - 世帯数: 3,750 世帯 - 家族数: 1,829 家族 - 人口密度: 607.3人/km2（1,574.7 人/mi2） - 住居数: 26,317 軒 - 住居密度: 2,228.3軒/km2（5,777.5 軒/mi2） 人種別人口構成 - 白人: 95.34% - アフリカン・アメリカン: 2.50% - ネイティブ・アメリカン: 0.11% - アジア人: 0.74% - 太平洋諸島系: 0.01% - その他の人種: 0.35% - 混血: 0.95% - ヒスパニック・ラテン系: 1.24% | 年齢別人口構成 - 18歳未満: 11.3% - 18-24歳: 7.3% - 25-44歳: 28.2% - 45-64歳: 28.0% - 65歳以上: 25.2% - 年齢の中央値: 47歳 - 性比（女性100人あたり男性の人口） - 総人口: 105.4 - 18歳以上: 103.6 世帯と家族（対世帯数） - 18歳未満の子供がいる: 11.6% - 結婚・同居している夫婦: 39.2% - 未婚・離婚・死別女性が世帯主: 6.4% - 非家族世帯: 51.2% - 単身世帯: 39.1% - 65歳以上の老人1人暮らし: 13.7% - 平均構成人数 - 世帯: 1.91人 - 家族: 2.47人 | 収入と家計 - 収入の中央値 - 世帯: 35,772米ドル - 家族: 44,614米ドル - 性別 - 男性: 28,613米ドル - 女性: 27,457米ドル - 人口1人あたり収入: 26,078米ドル - 貧困線以下 - 対人口: 8.4% - 対家族数: 6.0% - 18歳未満: 23.0% - 65歳以上: 3.9% |

## 犯罪
2014年、不動産仲買業者モボトによるFBI2012年犯罪統計により、メリーランド州で最も危険な町とされた。町の代表は、恒久的な人口7,000人が一人当たりの犯罪件数算出に使われているが、多くの観光客が入ってくることを考慮していないと、この所見に反論した。モボト社は、その統計が恒久的人口に基づいており、観光客を受け入れる他の町の同じであると反論した。「我々の姿勢はある場所で起こる犯罪がある場所でおこる犯罪であり、誰がその犯行を行ったかは問題でない（これは他の観光地でも同じである）」と述べた。

## 交通
オーシャンシティ市民空港が中心街の西3マイル (5 km) にあり、一般用途やチャーター便に対応している。この空港にはFBO (航空)運航支援事業者がおり、また連邦航空局とセスナ・パイロットセンターが認定して操縦学校もある。近くにあるソールズベリー・オーシャンシティ・ワイカミコ地域空港では商業便を利用できる。

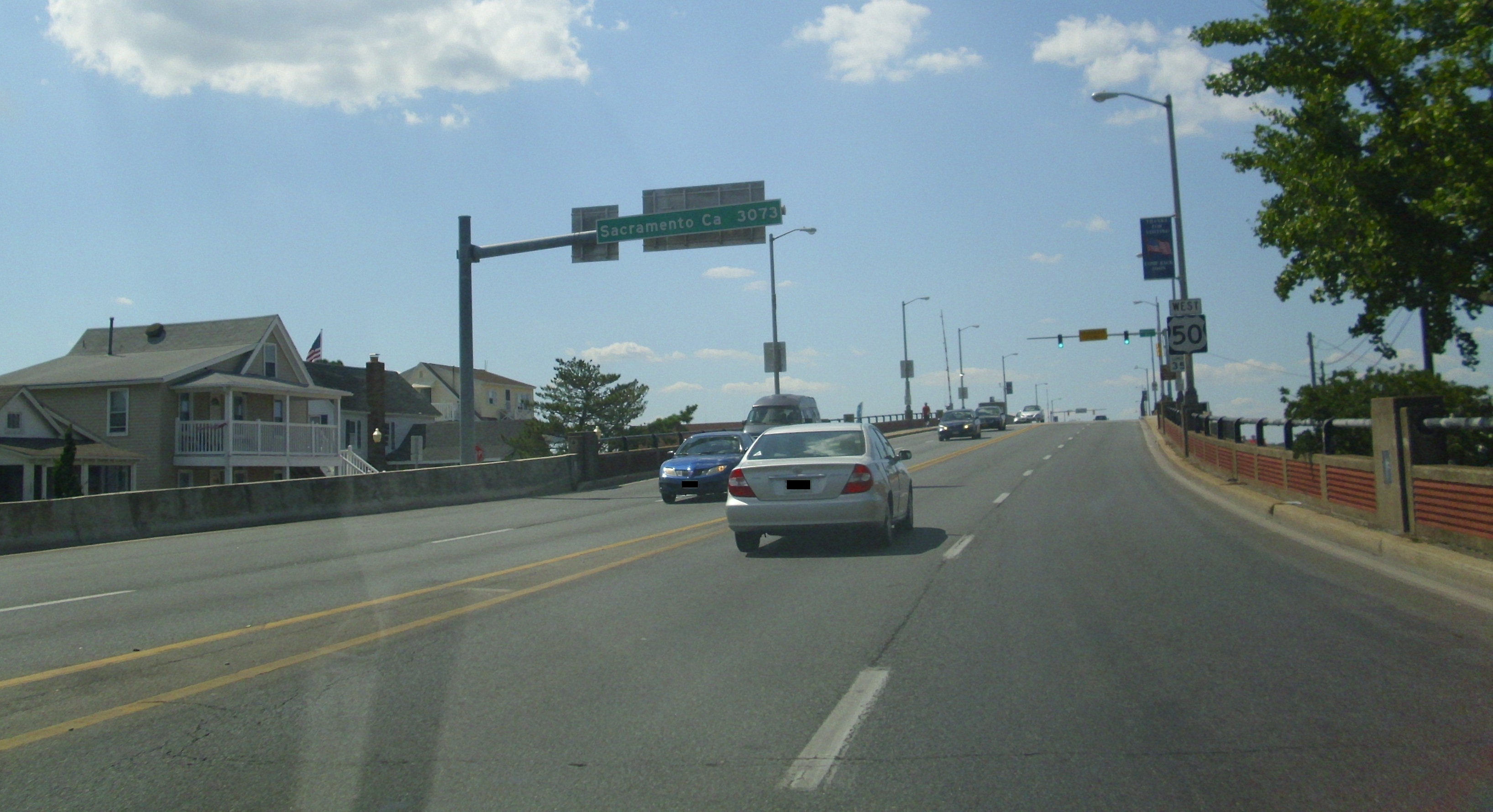
アメリカ国道50号線、オーシャン・ゲイトウェイを西にオーシャンシティから出て行く所。表示板にはカリフォルニア州サクラメントまでの距離3,073マイル (4,917 km) を示している

オーシャンシティの中には南北方向の幹線道メリーランド州道528号線1本が通っているだけである。ほぼその全長でコースタル・ハイウェイと呼ばれ、南端がフィラデルフィア・アベニューとなっている。北のデラウェア州に入るとデラウェア州道1号線となる。フィラデルフィア・アベニューは南1番通りと33番通りの間で東にボルチモア・アベニューが並行しており、15番通りの南は標識が無い州道378号線である。中心街のボルチモア・アベニューは北向きの一方通行であり、フィラデルフィア・アベニューが南行きの一方通行となる。東西方向の道路の大半は番号付きであり、南のNディビジョン通りに始まり、デラウェア州境の146番通りまで続く。Sディビジョン通りとNディビジョン通りの間はメリーランド州東海岸部の郡の名前が付けられている。Sディビジョン通りの南、南1番通りとオーシャンシティ入り江に沿った南2番通りである。市内の場所は大洋側（コースタル・ハイウェイの東）と湾側（同西）と表現される。
この砂嘴と本土との間には3つの橋がある。アメリカ国道50号線はハリー・W・ケリー記念橋で渡り、Nディビジョン通りで州道528号線に接続する。オーシャンシティは国道50号線の東端である。西端であるカリフォルニア州サクラメント近くまでの距離3,073マイル (4,917 km) が道路上に表示されている。2車線自動車専用道の州道90号線はアサウーマン湾橋で渡り、62番通りで州道528号線に接続する。デラウェア州道54号線もオーシャンシティへの道として使われ、州境のすぐ北でコースタル・ハイウェイと接続している。

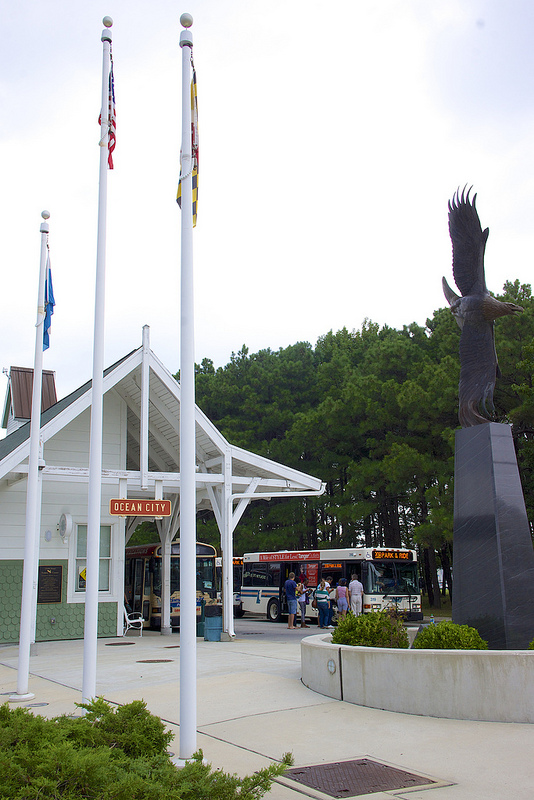
デラウェア州境に近い144番通りのノースエンド・トランジット・センター

オーシャンシティでは「ビーチ・バス」と呼ばれる公共交通体系がある。このバスは市のほぼ全長に沿って1日24時間、週7日、1年中運行されている。コースタル・ハイウェイの15番通りと144番通り交通センターの間を走る。15番通りより南ではフィラデルフィア・アベニューを走ってSディビジョン通り交通センターに行き、ボルチモア・アベニューを北に中心街地域に行く。ウェスト・オーシャンシティ・パーク・アンド・ライドと呼ばれるパーク・アンド・ライド・サービスもある。アメリカ国道50号線に近いウェスト・オーシャンシティで自動車を駐車し、バスで市内に入り、ビーチ・バスに乗り継ぐ。このサービスはウェスト・オーシャンシティのタンガー・アウトレットでも可能である。夏の間、町は繁忙期に合わせて別の運行者も雇っている。この季節バスの運転手は他所の交通局の退職者であることが多い。また学校が休みになる夏に非番となる州内のスクールバス運転手も雇われている。
オーシャンシティの交通サービスは、ソールズベリーやポコモークなど東海岸部の町と行き来するためにショア・トランジットと接続している。その乗り継ぎは、夏の間ウェスト・オーシャンシティのパーク・アンド・ライド地点、オフシーズンの間はSディビジョン通りの交通センターとなる。5月半ばから9月半ばまでDARTリゾート交通も144番通り交通センターでオーシャンシティの交通と接続し、その先はデラウェア州のリゾート町に行き、さらにDARTの定期路線に接続してケープメイ・ルイス・フェリーを使ってニュージャージー州ケープメイまで行くことができる。
オーシャンシティ交通は主にトマスが建造したバスを使っている。CL960とTL960のモデルはどちらも車長40フィート (12 m) である。車長35フィート (11 m) のエルドラド・ナショナルXHFバスも運行しており、オフシーズンのコースタル・ハイウェイを走り、夏はウェスト・オーシャンシティのパーク・アンド・ライドに運行する。オーシャンシティは最近車長40フィートのブルーバード・エクセル102を少なくとも8台購入した。それらは古いトマス製バスの置き換えであり、やはり270と番号が振られている。過去には1995年から1996年にノースアメリカン・バス・インダストリーズが製造した連接バスで、メリーランド交通局の運行を引退したものを、10ないし17台受けていた。このバスは毎年夏に、現行40フィートバスでは混雑する繁忙期に借用されることが多い。
オーシャンシティはボードウォーク・トラムと呼ぶボードウォークにそって走る、上部開放シャトル便も運行している。このトラムはSディビジョン通りから27番通りまでボードウォークの全長を、メモリアル・デイからレイバー・デイの週末まで、さらにスプリングフェストやサンフェストなど特別行事のある週末に走っている。5番通りの南はボードウォークに並行して走るコンクリート道がある。その北では、ボードウォークの中央を通る記しのあるレーンが、歩行者に注意を喚起している。利用車は運転手に合図を送るだけで路線のどこでも乗り降りできる。

## 観光

### サウスオーシャンシティ・ボードウォークとトリンパーズ・リッジズ/トリンパーズ・カルーセル
最初のオーシャンシティ・ボードウォークは1902年に建設され、「アトランティック・アベニュー」と呼ばれていた。現在はサウスオーシャンシティの南2番通り（オーシャンシティ人命救助博物館と入り江の近く）からサウスオーシャンシティの27番通りまである。1962年の嵐で損傷を受けた後、全長2.5マイル (4 km) に再建され、それが今日の長さになっている。それから長い年月が経って、1985年にオーシャンシティでは風速89マイル/時 (142 km/h) を記録したハリケーン・グロリアのときに大きな損傷を受けた。嵐の後でボードウォークは再建され、それ以上の損傷を防ぐために海に向かってコンクリート製の壁が造られた。さらにこのハリケーンの後で海浜再生プロジェクト第1段階が始まった。次にハリケーンの損傷を受けたのは2012年のハリケーン・サンディの時だった。ボードウォークは水で溢れ、岸から上がって来た波でその半分が破壊された。その後は再度元の長さまで再建され、多くの観光客を呼んでいる。オーシャンシティの歴史あるランドマークとして、「USAトゥディ」の「食事のための最良のボードウォーク」の1つに挙げられ、「ナショナル・グラフィック」からは「国内で訪れたいボードウォーク10傑」の1つに挙げられた。またサウスオーシャンシティにはアミューズメントパークのトリンパーズ・リッジズもある。1893年に「ウィンザー・リゾート」として設立された歴史あるアミューズメントパークであり、100年以上の歴史がある。有名なトリンパーズのカルーセルは1920年代に建造され、2012年に「トラベル & レジャー」から「アメリカで最良のカルーセル」の1つに挙げられている。世界でも最古クラスの現存カルーセルでもある。

### ノースオーシャンシティ高層集合住宅とリゾート
夏に隣接するワシントンD.C.、バージニア州、デラウェア州、ニュージャージー州、ペンシルベニア州やメリーランド州の西部や北部から数多い観光客がオーシャンシティを訪れる中で、1970年代にはノースオーシャンシティの大西洋を見下ろす位置に高層の集合住宅が先ず建設された。94番通りの21階建て 9400 に始まり、118番通りの「カルーセル」まで続いた。その多くは20階以上であり、大西洋のオーシャンフロントの眺めが良く、幾つかは温泉やレストラン、屋内と屋外のプールなど大型のアメニティも備えている。中でも最高のものは25階建てセンチュリーIである。

### サメの見物と野生生物
オーシャンシティでは、何度かサメを視認して来た。デラウェア州やオーシャンシティの海岸では段々と多くのサメが視認されるようになってきた。生物学者の中には、漁師が大洋に撒いた餌によってスナザメを捕まえようとした結果として起きたと考える者もいる。スナザメ以外にイタチザメも視認されている。2014年8月1日、体長12.8フィート (3.9 m)、体重1,000ポンド (453 kg) のイタチザメがアイル・オブ・ワイト湾の中央で視認された。その雌のサメには科学者がセプティマと名付け、サウスカロライナ州でタグを付けられて以来東海岸に沿って数千マイルも移動して来ていた。しかし、サメを視認した回数が増えたとしても、サメの攻撃で死亡事故が起きたという記録は無い。ノースオーシャンシティでは近年鹿やアカギツネを視認したという話があり、バリア島での開発が進んで増加している。

### 史跡
オーシャンシティには多くの歴史的なランドマークがある。その中には難破船の錨、アトランティック・ホテル、オーシャンシティ人命救助ステーション博物館がある。
難破船の錨はオーシャンシティ・ボードウォークに置いてある。この錨は重さ2.5トンあり、商業用ハマグリ漁船「スターライト号」が1870年に難破船から引き揚げた。アトランティック・ホテルはボルチモア・アベニュー南401にあり、現在も営業を続けている史跡である。オーシャンシティでは最初のホテルが火事で焼けた後、1926年に建設され、オーシャンシティでは最古かつ歴史あるホテルとなっている。オーシャンシティ人命救助ステーション博物館は最初オーシャンシティ人命救助ステーションと呼ばれていた史跡である。このステーションは海岸システムの一部であり、災難にあった船や人命を救うために重要だった。1891年に建設され、解体するかについて多くの議論があった後、最後は1978年に博物館として保存されることになった。大洋の生命、自然、人命救助についての興味ある事実や展示を行っているので、見物客を呼んでいる。

### シニア週間
オーシャンシティはその「シニア週間」活動で知られている。近年メリーランド州や周辺州の高校卒業生（シニア）がオーシャンシティに来て、有人と共に1週間を過ごし、親の監督を離れて過ごす。シニア州間は伝統的に卒業後最初の週に始まる。オーシャンシティは「それを安全に行う」運動を行い、卒業生を安全に保つスケジュール化された行事を行っている。OCカーショー、デューツアー、H20アンダーH21、シニア週間ボードウォーク行事などシニア週間に起こる多くの行事もある。

### オーシャンボウル・スケートパーク
サウスオーシャンシティのオーシャンボウル・スケートパークは1976年6月に最初にオープンし、アメリカ合衆国東海岸では最初期のスケートパークであり、今日でも国内で最も長く運営されている市民スケートパークとなっている。時間の経過、摩耗および現代のスケーターの需要のために、最初に合ったボウルと伝説的に鋼製ハーフパイプは1997年秋に解体され、新設のスケートパークが1998年7月に同じ場所でオープンされた。このパークは数年間全国デューツアーを誘致し、世界中のプロ・スケートボーダーが伝説的なオーシャンボウル・パークで滑った。ボードウォークは別にして、ミニゴルフなどの呼び物もある。オーシャンシティにある最もよく知られたミニゴルフのチェーンであるオールド・プロ・ゴルフがオーシャンシティの中の数か所にある。屋内と屋外のオールド・プロ・ゴルフがコースタル・ハイウェイ6801にあり、ゴールデン・サンズ集合住宅に大変近い。ハーバート・Jとアイリーン・シェルコプフが1695年にオールド・プロ・ゴルフを設立した。ハーバートはゴルフの試合に取り付かれ、数多いゴルフ場の建設と設計を始めた。最初にコースタル・ハイウェイ6801で屋外恐竜ゴルフ場を建設し、さらに多くの人々を誘うために屋内のゴルフ場も追加した。

## メディア

### ラジオ
オーシャンシティは2つのFMラジオ局で緊急放送システムを運営している。このシステムは悪天候など緊急事態を公衆に知らせるものであり、緊急事態ではない時には通常の24時間放送を続けている。スタジオは65番通りのオーシャンシティ公衆安全ビルにある。緊急時は点滅灯で運転者などにラジオのチューニングを合わせるよう促す。このシステムは、メリーランド州緊急事態管理庁からのハザード緩和認定プログラムを通じた55,000ドルの補助金を使用し、2014年8月25日に始められた。アメリカ合衆国連邦緊急事態管理庁も後援している。

## 歴代町長
オーシャンシティの選挙は無党派選挙で行われる。以下は歴代町長のリストである。
| 氏名                              | 就任年 | 退任年 |
| --------------------------------- | ------ | ------ |
| ウィリアム・S・ウィルソン         | 1894   | 1896   |
| ジョージ・M・アップシャー         | 1896   | 1898   |
| ジェイムズ・Z・パウェル           | 1898   | 1900   |
| クレイトン・J・パーネル           | 1900   | 1902   |
| ジョン・F・ワガマン               | 1902   | 1903   |
| クリストファー・ラドラム          | 1903   | 1908   |
| W・リー・キャリー                 | 1908   | 1912   |
| ウィリアム・B・S・パウェル        | 1912   | 1916   |
| ジョン・B・ジョーンズ             | 1916   | 1918   |
| エドワード・M・スコット           | 1918   | 1920   |
| エルブリッジ・E・コリンズ         | 1920   | 1922   |
| ウィリアム・W・マカビー           | 1922   | 1934   |
| ウィリアム・トマス・エリオット    | 1934   | 1938   |
| エドモンド・H・ジョンソン         | 1938   | 1940   |
| クリフォード・P・クロッパー       | 1940   | 1944   |
| ダニエル・トリンパー・ジュニア    | 1944   | 1959   |
| ヒュー・T・クロッパー             | 1959   | 1970   |
| ハリー・W・ケリー                 | 1970   | 1985   |
| グランビル・トリンパー            | 1985   | 1985   |
| ロランド・E・パウェル             | 1986   | 1996   |
| ジェイムズ・N・マチアス・ジュニア | 1996   | 2006   |
| リック・ミーハン                  | 2006   | -      |

## 姉妹都市
オーシャンシティは下記3都市と姉妹都市を結んでいる。
- イタリア、リグーリア州、フィナーレ・リーグレ [34]
- エストニア、ペルヌ県、パルヌ
- アメリカ合衆国、バージニア州、バージニアビーチ